# Polynema kamathi
Polynema kamathi är en stekelart som beskrevs av Mani och Saraswat 1973. Polynema kamathi ingår i släktet Polynema och familjen dvärgsteklar. Inga underarter finns listade i Catalogue of Life.